# 신평초등학교 (강원)
신평초등학교는 대한민국 강원특별자치도 원주시 지정면에 있는 공립 초등학교이다.

## 학교 연혁
- 1934.08.20 지정공립보통학교 부설 신평간이학교 개교
- 1944.05.20 신평국민학교 설립인가
- 1949.03.21 제1회 졸업식 거행
- 1954.08.15 신평리 향평동으로 이전 인가
- 1961.08.30 정규교사증축(115평) 준공
- 1996.03.01 신평초등학교로 개명
- 1997.03.01 소규모학교 협동체제 운영(신평, 산현, 고산초등학교)
- 2008.03.01 강원도교육청지정 두레학교연구(시범)운영
- 2014.09.01 제39대 교장 부임
- 2015.02.12 제67회 졸업식(총 졸업생 1869명)

## 참고 자료
- 신평초등학교 - 한국교육학술정보원 학교알리미